# Kayentavenator
Kayentavenator („lovec ze (souvrství) Kayenta“) byl malý teropodní tetanurní dinosaurus, žijící asi před 189 milióny let v období spodní jury. 

## Popis
Byl po dvou chodícím masožravcem s ostrými zuby. Fosílie byly objeveny v americké Arizoně v roce 2010. Holotyp je nedospělý jedinec, jehož výška v kyčlích jen mírně přesahovala 0,5 metru. Velikostí se tak rovnal například současnému bobrovi. Zachovala se pouze pánev, části zadních končetin a obratle.